# 詹贾尔普尔
詹贾尔普尔（Jhanjharpur），是印度比哈尔邦Madhubani县的一个城镇。总人口24102（2001年）。

## 人口
该地2001年总人口24102人，其中男性12467人，女性11635人；0—6岁人口4345人，其中男2273人，女2072人；识字率39.73%，其中男性为50.57%，女性为28.11%。